# Coelotes stylifer
Coelotes stylifer är en spindelart som beskrevs av Lodovico di Caporiacco 1935. Coelotes stylifer ingår i släktet Coelotes och familjen mörkerspindlar. Inga underarter finns listade i Catalogue of Life.